# Infância (livro)
Infância é um livro de Graciliano Ramos, um dos clássicos do gênero memorialístico brasileiro ligado à infância. Foi publicado em 1945 na coleção Memórias, Diários, Confissões da Livraria José Olympio Editora. Obra de maturidade, longe do estilo despojado do Graça "modernista", um pouco preciosista no vocabulário, usando palavras raras (bem como termos regionais). Muitos dos capítulos do livro já haviam sido publicados em periódicos. 
Num misto de imaginação e memória, o retrato de sua meninice revela o desprezo pela criança como sujeito social, na passagem do século XIX para o XX, onde o autor deixa perceber claramente a severidade como instrumento mais eficaz para o modelo de educação aí vigente: "Aquele que ama o seu filho, castiga-o com frequência [...]". 
Graciliano esboça um quadro de nossa história dos costumes, em que uma ética pedagógica grosseira surge identificada com práticas punitivas contra crianças: cascudos, bolos de palmatória, puxões de orelhas e castigos de toda sorte. 
Na obra coexistem duas perspectivas narrativas: temos a perspectiva do "narrador adulto" rememorando a sua infância e "criticando a ordem social do período de menino", mas em certas passagens este cede lugar à perspectiva da criança ("narrador infantil"), que "se fundamenta na apreensão fragmentária e sinestésica do mundo. A narração por esse olhar figura a contínua busca da criança de adaptação e de amparo."

## Sumário
O livro percorre um período que vai dos dois anos do narrador até a puberdade. Nesse período, a família muda-se de Quebrangulo (Alagoas), onde em 1892 nasceu o autor, sucessivamente para Buíque (Pernambuco), Viçosa (Alagoas), Maceió e retorna a Viçosa. "Esta trajetória da família, fugindo da seca, em meio a um contexto sócio-econômico em mudança [...] configura-se pano de fundo por onde se desenrolam as reminiscências do escritor."
Sua construção acompanha os passos do autor, redescobridor de seu mundo de menino nordestino, repleto de lembranças dolorosas: "Medo. Foi o medo que me orientou nos meus primeiros anos, pavor".
Entre essas lembranças dolorosas estão a surra que levou do pai ao ser falsamente acusado de sumir com um cinturão: "um homem furioso, segurando-me um braço, açoitando-me" (Capítulo "Um cinturão"). 
A morte de uma "pretinha" ao tentar salvar uma imagem de Nossa Senhora de um incêndio numa cabana leva o autor à conclusão de que "a mãe de Deus era ingrata e feroz". (Capítulo "Um Incêndio"). 
A visão de um ossuário no enterro de um menino leva o autor a se impressionar com o fato de carregar uma "caveira" dentro de si: "Uma caveira me acompanharia por toda a parte, estaria comigo na cama, nas horas de brinquedo, nos desalentos [...]" (Capítulo "Um Enterro"). O que leva a criança (ou o adulto rememorando sua infância) a uma reflexão filosófica sobre a inutilidade da vida: "A carne se eriçava, o sangue badalava na artéria. Isso tudo seria gasto pelos vermes. [...] Então para que me fatigar, rezar, ir à loja e à escola, receber castigos da mestra, escaldar os miolos na soma e na diminuição? Para quê, se os miolos iam derreter-se, abandonar a caixa  inútil?"
"A caracterização dos pais de Graciliano ('esses dois entes difíceis') é pouco elogiosa e não carrega sentimentos ternos: eles são, muitas vezes, responsáveis por introduzir o menino numa realidade ríspida, como era o contexto nordestino na virada do século XIX para o século XX. Cenário esse onde se sobrepunha uma inflexibilidade da educação, a vigência do patriarcalismo e, até mesmo, a valorização da violência."
Uma criança sensível, com dificuldade de se enquadrar num mundo hostil, constantemente mudando de cidade, impedido de brincar com os outros meninos, obrigado a frequentar escolas precárias, que só quando o tabelião Jerônimo Barreto lhe franqueia sua biblioteca, dando-lhe acesso ao mundo da leitura, enfim encontrará um sentido para sua vida, vindo a se tornar um escritor aparentemente "seco", "contido", "ressentido", mas que no fundo revela grande sensibilidade social e humana, como deixa claro seu biógrafo Dênis de Moraes em O Velho Graça: Uma Biografia de Graciliano Ramos.

## Recepção pela crítica
Segundo o biógrafo Dênis de Moraes, "Infância inundou os suplementos literários de resenhas críticas. A revelação do tempestuoso e repressivo universo familiar e social que moldara a essência da personalidade de Graciliano causou forte impacto".
Opinou o crítico literário Álvaro Lins: "Ele não escreveu estas memórias apenas por motivos literários, mas para se libertar dessas lembranças opressivas e torturantes. Escreveu a história de sua infância porque a detesta com amargura. [...] Literariamente o senhor Graciliano Ramos encontrou no gênero memórias uma forma de rara adequação para a sua arte de escritor, para o seu estilo. Creio que este é o mais bem escrito de todos os seus livros."
Breno Accioly, em resenha para os Diários Associados: "Não me lembro de haver lido em língua portuguesa uma história que falasse de infância com tanta segurança e veracidade, como esta."
Escreveu Maria Sylvia em resenha do livro: "O gênio literário de Graciliano Ramos libertou-o do casulo de sertanejo, venceu muitos recalques do passado, mas em Infância as entrelinhas explicam que dentro desse escritor, vive ainda o menino desconfiado, sensível, que usava um paletó cor de macaco e sentia falta de carinho..."
O escritor Otávio Tarquínio de Sousa escreveu: "O mundo da infância, com a sua poesia e os seus mistérios, ganha um prestígio incomparável quando é evocado por um verdadeiro escritor. Acabo de ler o livro em que Graciliano Ramos nos conta a sua vida de criança em fazendas, vilarejos e pequenas cidades de Alagoas, e sinto a tentação de considerar como a sua obra-prima essa narrativa surpreendente."
A escritora Lia Correia Dutra escreveu: "Não há campinas floridas nem borboletas azuis nos dias da infância de Graciliano Ramos, confinados entre os muros de um quintal, cheio de montes de lixo, em que a única vegetação era representada pelo pé de turco que 'marcava os limites do mundo'. Nem o memorialista canta liricamente as saudades de seus oito anos; vai, sim, num mergulho em profundidade, à procura do tempo perdido, desenterrar do passado sua infância distante, com suas dores, suas misérias, na sua verdade nua, ostensiva, sem adornos. Infância rude; meio áspero, hostil; ambientes sem beleza; pessoas brutais e insatisfeitas, comprimidas um pequeno mundo de limitações e incompreensões, tiranizadas e tirânicas.
A revista Careta, numa "sucinta notícia dos últimos livros aparecidos aqui", referiu-se a Infância como "um dos maiores livros da cultura brasileira de todos os tempos, pelo estilo, pela correção de linguagem, pela força impressionante da sinceridade."